# Tjörneshreppur
Tjörneshreppur (kiejtése: ˈtʰjœrˌnɛsˌr̥ɛhpʏr̥) önkormányzat Izland Északkeleti régiójában, amely 1912-ben jött létre Húsavíkurhreppur két részre osztásával.
2005-ben népszavazást tartottak a környékbeli önkormányzatok egyesítéséről, de a javaslat elbukott.

## Fordítás
- Ez a szócikk részben vagy egészben  a   Tjörneshreppur című izlandi Wikipédia-szócikk ezen változatának fordításán alapul.  Az eredeti cikk szerkesztőit annak laptörténete sorolja fel. Ez a jelzés csupán a megfogalmazás eredetét és a szerzői jogokat jelzi, nem szolgál a cikkben szereplő információk forrásmegjelöléseként.